# Sudanonautes sangha
Sudanonautes sangha is een krabbensoort uit de familie van de Potamonautidae. De wetenschappelijke naam van de soort is voor het eerst geldig gepubliceerd in 2000 door Cumberlidge & Boyko.